# Prunus ×gondouinii
 (décembre 2012).
Hybride
Parent  A  de l'hybridation 
  Prunus avium 
×

Parent B de l'hybridation 
  Prunus cerasus 
Classification phylogénétique
Prunus ×gondouinii est une espèce de plantes à fleurs de la famille des Rosaceae. C'est un arbuste hybride entre Prunus avium et Prunus cerasus.
Cette espèce a reçu divers noms comme Prunus acida Dum, Cerasus regalis, P. avium ssp. regalis mais le nom le plus utilisé est Prunus ×gondouinii Rehd. En français, on trouve le nom de Cerisier intermédiaire dans un document de l'INRA et en anglais le terme générique de duke cherry dans Flora Europaea. C'est une espèce allotétraploïde (AAAF).

## Description
P. ×gondouinii est un arbuste pouvant atteindre 6 mètres de haut. Il croît lentement et devient très compact en vieillissant.
Les feuilles sont elliptiques, de 5-9 cm de long, d'un vert sombre bleuté.
La floraison abondante, blanche a lieu avant la feuillaison, en avril-mai.
Cet arbuste produit de petites cerises rouges, acides, à chair molle, utilisées principalement en cuisine.
Il n'est pas connu à l'état sauvage.

## Culture
Le cerisier intermédiaire préfère les sols bien drainés, les situations ensoleillées, protégées du vent.
De nombreuses variétés ont été sélectionnées. Elles sont cultivées à moins grande échelle que celles de P. avium et P. cerasus.
Les cultivars sont divisés en :
- à jus coloré : cerises anglaises (duke cherry)
- à jus clair : cerises royales

L'analyse génétique des marqueurs AFLP a décelé quelques erreurs d'assignation spécifique :
l'Anglaise Hâtive (May Duke, Royale Hâtive) ne reçoit plus l'assignation a priori P. ×gondouinii mais P. avium ; inversement, les assignations a priori P. avium du Gros guin de Cœur, Guigne Boissière et Guin des Charentes deviennent a posteriori P. ×gondouinii. De même, l'assignation a priori de P. cerasus de la griotte de Provence et de la guigne Boissière devient a posteriori P. ×gondouinii.
| Quelques variétés de Prunus ×gondouinii |          |                                                         |               |
| Variété                                 | Grosseur | Couleur, qualité gustative                              | Récolte       |
| Belle de Planchoury                     | moyenne  | rouge foncé, chair rougeâtre, modérément juteuse, acide | fin juin      |
| Gros guin noir de Gironde               | grosse   | noir, jus pourpre                                       | juin          |
| Guin des Charentes                      |          | noire, acidulée, sucrée, juteuse                        | juillet       |
| Maynard                                 |          | doux, sucré                                             | début juillet |